# Igrzyska Śródziemnomorskie 1971
6. Igrzyska Śródziemnomorskie – szósta edycja igrzysk śródziemnomorskich została zorganizowana między 6, a 17 października 1971 w tureckim Izmirze. W zawodach wzięło udział 1362 sportowców (1235 mężczyzn i 127 kobiet) z 14 krajów.

## Tabela medalowa
| Lp | Kraj       | Złoto | Srebro | Brąz | Suma |
| -- | ---------- | ----- | ------ | ---- | ---- |
| 1  | Włochy     | 51    | 38     | 30   | 119  |
| 2  | Jugosławia | 27    | 25     | 26   | 78   |
| 3  | Hiszpania  | 18    | 25     | 24   | 67   |
| 4  | Turcja     | 18    | 12     | 15   | 45   |
| 5  | Grecja     | 8     | 8      | 24   | 40   |
| 6  | Egipt      | 7     | 10     | 12   | 29   |
| 7  | Francja    | 7     | 9      | 7    | 23   |
| 8  | Tunezja    | 3     | 6      | 2    | 11   |
| 9  | Maroko     | 0     | 2      | 6    | 8    |
| 9  | Syria      | 0     | 2      | 6    | 8    |
| 11 | Algieria   | 0     | 0      | 1    | 1    |
| 11 | Libia      | 0     | 0      | 1    | 1    |
|    | Suma:      | 139   | 137    | 154  | 430  |

## Dyscypliny
- Lekkoatletyka  (szczegóły)
- Zapasy  (szczegóły)
- Judo  (szczegóły)